# Фортифікаційне обладнання
Фортифікаційне обладнання (застаріла назва інженерне обладнання) — є одним із елементів і важливих завдань інженерного забезпечення військ і розглядається завжди в комплексі заходів бойового забезпечення військ.
Фортифікація як галузь воєнного мистецтва умовно поділяється на довготривалу і польову. Предметом даної статті є польова фортифікація як елемент інженерного забезпечення військ в ході їх бойового застосування.

## Завдання фортифікації

Ескіз, що пояснює мішенну площу танка на відкритій місцевості і в окопі.

Основними завданнями фортифікації є якнайшвидше зариття усієї техніки, особового складу і МТЗ в ґрунт з метою захисту від вогневого впливу противника. Ефективність польової фортифікації просто зрозуміти з малюнка: цифрою 1 позначена площа ефективного враження (мішенна площа) танка на відкритій місцевості, цифрою 2 — той самий танк, що знаходиться в окопі. З малюнка очевидно, що ефективність захисту техніки, укритої навіть в неперекритих укриттях, зростає в рази в порівнянні з тією, що знаходиться на місцевості відкрито.

## Види споруд польової фортифікації

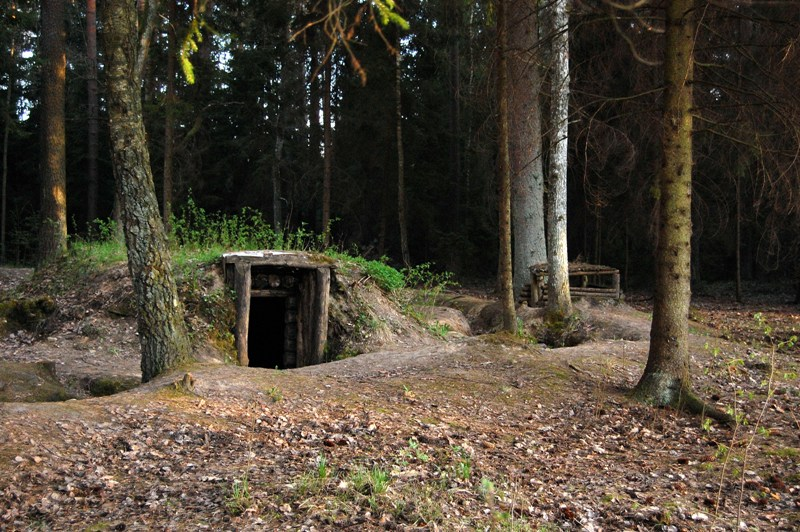
Партизанська землянка

Якщо окопування розпочинається в умовах вогневого контакту із противником, солдат лежачи, максимально притиснувшись до землі, можливо, за якимось тимчасовим укриттям (повалена колода дерева, камінь, залишок розваленої стіни, у воронці від снаряда, у природному заглибленні в ґрунті) починає готувати для себе поодинокий окоп для стрільби лежачи. Якщо дозволяють умови бою, такий окоп поглиблюється для стрільби з коліна, далі для стрільби стоячи. Опісля у встановленому командиром порядку (як правило, від флангів до центру) починають відриватися траншеї по фронту і ходи сполучення в глибину.
Таким чином на полі бою формуються первинні фортифікаційні споруди для захисту особового складу і безпечного ведення вогню. Такі споруди забезпечують більш ефективне використання всіх видів стрілецької зброї і бойової техніки. На прикладі ефективності захисту танка в окопі (як на малюнку) зрозумілий принцип захисту усієї техніки. Сучасна бронетехніка часто обладнується бульдозерним начіпним обладнанням, що, при умілому розподілі командирами, дозволяє знизити час на обладнання району в рази.
Певні споруди для ведення вогню мають значну протяжність, як, скажімо траншеї, що обладнуються зигзагоподібно паралельно фронту. чи ходи сполучень, що ведуть у глибину,— і є не лише колективною вогневою позицією, але і виконують роль укритого сполучення, забезпечують прихований маневр особовим складом, зброєю, набоями, засобами спостереження та зв'язку. Також спорудами для ведення вогню, безумовно, є окопи всіх видів: як індивідуальні, так і парні, чи на екіпаж (бойовий розрахунок), бойову машину.
Споруди для управління та спостереження, у тому числі командні та командно-спостережні пункти, пункти управління (для різних видів і родів військ різні назви, наприклад: тиловий пункт управляння полку, командно-спостережний пункт командира моторизованого взводу, пункт керування польотами ескадрильї гелікоптерів, пункт управління вузлом зв'язку, тощо) — служать для забезпечення стійкого управління військами в бою і захисту осіб, що здійснюють управління та зв'язок. Забезпечується захист спорудженням сховищ і інших укриттів.
Траншеї призначені для забезпечення ведення вогню, ведення спостереження і прихованого сполучення паралельно фронту; в певних місцях траншей згідно карточок вогню дообладнуються вогневі точки (позиції).
Ходи сполучення на відміну від траншей головним чином забезпечують приховане сполучення з тилом.
Укриття захищають особовий склад, бойову техніку, боєприпаси і інші види матеріальних засобів від засобів ураження противника, служать прихистком від несприятливих погодних умов (вітер, дощ, мороз, сніг, спека, тощо) і місцем відпочинку (сну) особового складу, а часто і місцем приймання їжі.
За характером захисних властивостей захисні фортифікаційні споруди можуть бути відкритого і закритого типу. Відкриті споруди для ведення вогню називають окопами та траншеями. Прикладом відкритої фортифікаційної споруди може служити відкрита щілина. Натомість, перекрита щілина належить до закритого типу, як і бліндаж чи землянка. Землянка облаштовується вище відносно рівня поверхні землі, верх двох- чи трьох-скатний, двері звичайні дерев'яні, можуть облаштовуватися сіни. Натомість, бліндаж робиться повністю заглиблений в землю, входом в бліндаж може служити вузький люк, який задраюється при загрозі застосування противником ЗМУ.
Не зважаючи на всі явні переваги бліндажа перед землянкою щодо захисних властивостей, умови місцевості (високі підґрунтові води, часті і масовані зливи, заболочена місцевість) не дозволяють обладнувати бліндажі на повну їх глибину, тоді доводиться користуватися посилинеми землянками, збільшуючи товщину «накатів» у кілька шарів і обваловуючи їх значними шарами ґрунту. Звісно, двері також потрібно обладнувати із врахуванням необхідності захисту від ЗМУ, а не лише для збереження тепла.
Відкриті і закриті споруди можуть комбінуватися. Скажімо, частина траншеї на певних ділянках перекривається під перекриту щілину, безпосередньо в окопі танка, РЛС, апаратної чи радіостанції обладнується бліндаж для укриття чи відпочинку чергової зміни, тощо.

### Умовна класифікація
За способом зведення — на споруди польового та довготривалого типів.
За розташуванням відносно поверхні землі і способом зведення поділяються на наземні (обсипні — укриття для літаків ангарного типу з ґрунтовим обвалуванням), котлованні (окоп, землянка) чи підземні (бліндаж, сховище)
За матеріалами що використовуються — земляні чи ґрунтові, дерев'яно-земляні, металеві, тканинні, пластмасові, залізобетонні і комбіновані будь-якого поєднання. Як приклад, у гірських районах, де відсутній пухкий родючий ґрунт, назовні виходять кам'янисті породи, вогневі точки викладають із каміння. Досить хороші захисні властивості показують укриття із хвильової сталі, накриті залізобетонними перекриттями зверху, і обваловані великими каменями.

## Послідовність здійснення заходів фортифікації (інженерного обладнання місцевості
Порядок здійснення інженерного дообладнання місцевості в інтересах військ викладений у відповідних бойових (польових) статутах армій і настановах для родів та видів військ.
Особливості залежать від
- чисельності підрозділу (повний склад, чи, скажімо, рота без одного взводу),
- виду підрозділу (склад: екіпаж, взвод, рота (батарея), батальйон (дивізіон); рід військ: мотострільці, танкісти, десантники, мінометники, польова артилерія, самохідна артилерія[4], війська зв'язку, РЕБ, засоби ППО, РЛС, тощо)
- наявності чи відсутності вогневого контакту з противником,
- наявності чи відсутності засобів інженерних військ[5], сил приданих підрозділів,
- наявності чи відсутності відмобілізованої техніки з господарств країни[6].

При безпосередньому вогневому контакті з противником
При безпосередньому вогневому контакті (під вогнем) противника окопування проводиться у наступній послідовності:
- окопи для стрільби лежачи
- окопи для стрільби з коліна
- окопи для стрільби стоячи (у повний зріст; ще називають окопи повного профілю)
- траншеї по фронту (в порядку, встановленому командиром заздалегідь; від флангів до центру; якщо не встановлено — за замовчуванням кожен солдат риє траншею праворуч від себе до сусіда)
- облаштування ходів сполучень від фронтальної траншеї в бік командного пункту підрозділу і далі в тил
- допомога у відритті окопів для важкої зброї та техніки
- улаштування відкритих щілин, вдосконалення їх до перекритих щілин
- посилення схилів окопів одягом крутості і облаштування бліндажів та укриттів (сховищ)

За відсутності безпосереднього вогневого контакту з противником із застосуванням землерийної техніки
- За допомогою землерийної (траншейної) техніки[7] виконуються роботи по прокладанню траншей уздовж фронту, підготовка котлованів під окопи для техніки, укриттів, бліндажів, сховищ; ходів сполучень між ними і в тил; за необхідності — під дренажні канали та колодязі для відведення стічних забруднених вод — силами інженерних підрозділів чи навченим роботі на техніці особовим складом.
- Бронетехніка може здійснювати ґрунтові роботи по самоокопуванню і наданню допомоги своїм підрозділам, де це необхідно
- Особовий склад лопатами вручну дооблаштовує свої вогневі позиції, перекриває щілини, будує, перекриває і обваловує бліндажі та укриття, організує посилення схилів одягом крутостей.

## Фортифікаційні загородження

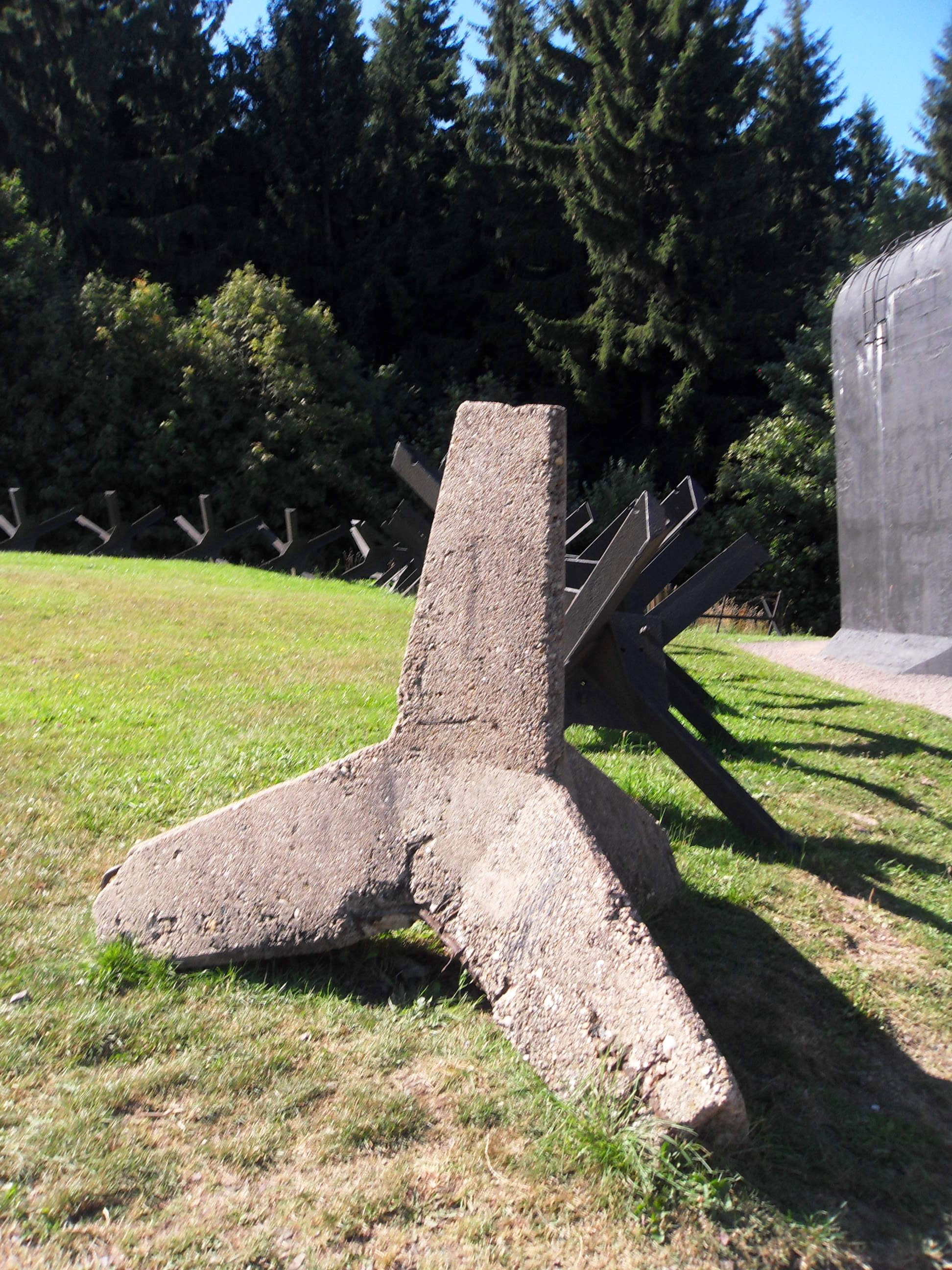
Протитанкові тетраедри з бетону

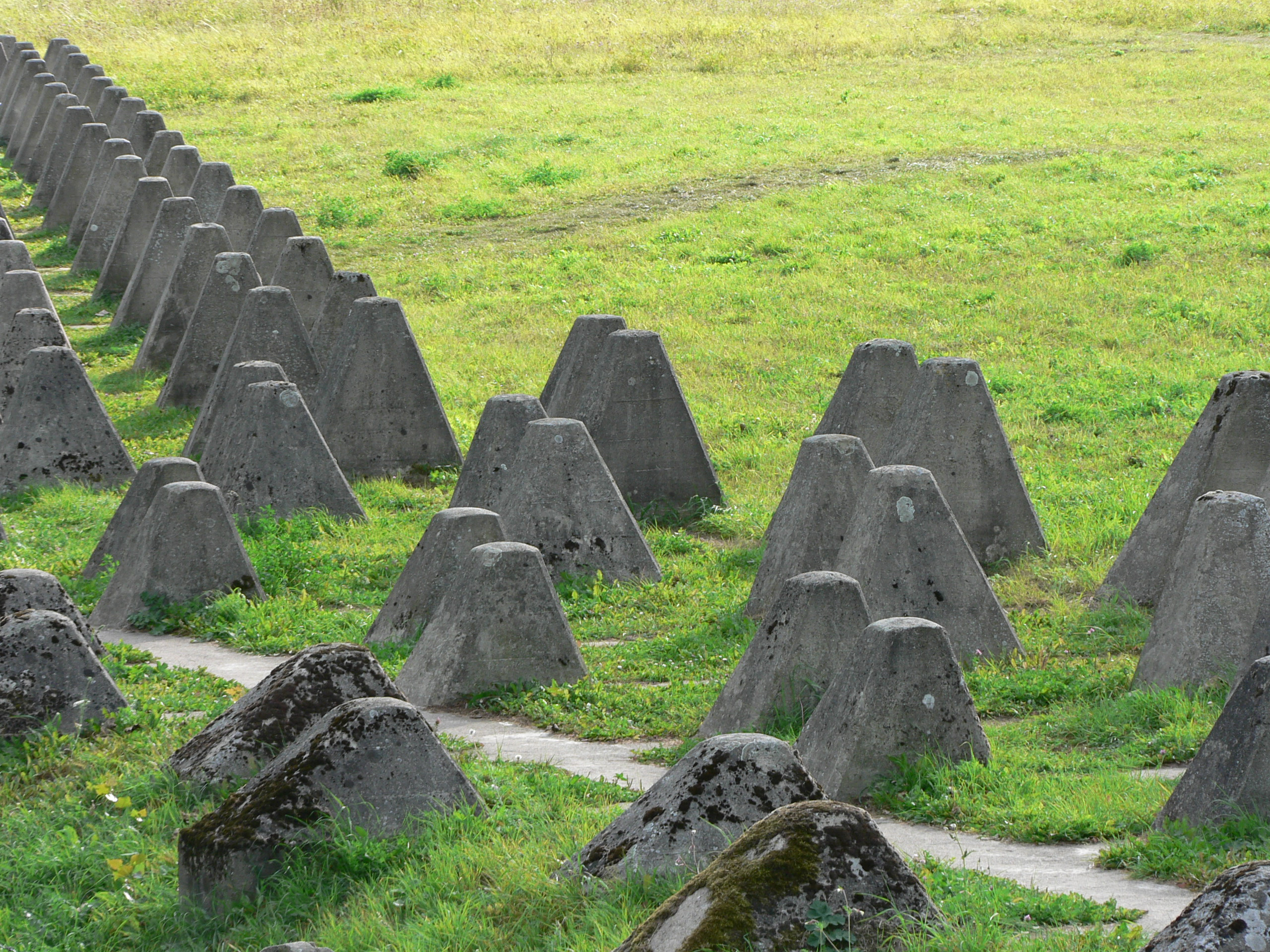
Лінія з протитанкових надовбів

Фортифікаційні загородження мають на меті знизити темп наступу (просування)противника або взагалі зупинити його, порушити його бойові порядки і сприяти максимальному вогневому ураженню нашими вогневими засобами.
Це можуть бути:
- смуги колючого дроту та / чи «єгози»
- ескарпи
- контрескарпи
- надовби[8]
- протитанкові їжаки
- тетраедри
- захисні мінні поля (протитанкові чи протипіхотні)

## Маскування позицій розташування військ
Маскування позицій підрозділу також є елементом інженерного забезпечення військ.
Увесь комплекс заходів щодо маскування можна об'єднати в групи:
- організаційні заходи
- безпосередньо інженерні заходи щодо маскування.